# China Train Control System
Le China Train Control System (CTCS) (en chinois, 中国列车控制系统) est un système de contrôle des trains utilisé sur les lignes ferroviaires de la République populaire de Chine.  Le CTCS est similaire au Système européen de contrôle des trains (ETCS), et fut d'ailleurs développé de concert avec l'entreprise ETCS afin de proposer une interopérabilité possible internationalement, tout en faisant de sorte que la Chine ai son propre système.
Il se décompose en deux sous-systèmes. L'équipement sol peut être basé sur des balises, des circuits de voie, des communications réseau radio (GSM-R), et Radio Block Center (RBC). L'équipement embarqué inclut l'ordinateur de bord et la communication.
Les CTCS existent en différents niveaux : 
- CTCS-0 : circuit de voie + signalisation en cabine + ATS (Automatic train stop)[3],
- CTCS-1 : circuit de voie + signalisation en cabine + ATS[3],
- CTCS-2 : circuit de voie + balise + ATP (Automatic Train Protection), le track circuit est utilisé à la fois pour la détecti d'utilisation des cantons et les autorisations de mouvement, son architecture est similaire à la TVM-300.
- CTCS-3D : circuit de voie + balise + ATP CTCS-3D est l'équivalent de l'européen ETCS niveau-1
- CTCS-3 : balise + GSM-R + ATP, utilise le CTCS-2 en système de secours[3], CTCS-3 est l'équivalent de l'européen ETCS niveau-2 + CTCS-2[4].
- CTCS-4 : balise + GSM-R + ATP, canton mobile déformable

Les niveaux 2, 3, et 4 sont rétro compatibles avec les niveaux précédents.